# 膿瘍
膿瘍（英語：abscess）又稱膿腫，是组织、器官或体腔内的局限性化脓性炎症，外有脓肿膜包裹形成腔壁，内为脓液积聚的脓腔。汉语视语境另有其他异名，如：肿疡、疮疡、瘀脓、淤脓、积脓等。但积脓另可表示术语 empyema，它与脓疡意义相近，但多指脓胸。
脓疡主要特征是组织发生溶解坏死形成脓液，由于凝固酶的作用使病变局限形成脓腔，腔内脓液包括渗出液、细菌、坏死组织等。一旦形成，应考虑切开引流。
接近體表的膿瘍會有紅、腫、熱、痛等症狀，觸診病灶時感覺其內部充滿液體，皮膚發紅的範圍常比腫起的範圍更大。常見的體表膿瘍包括發生在毛囊的癰（影響範圍較大）與癤（影響範圍較小）等。
膿瘍源自病原菌的感染，在病灶處常有許多不同種的細菌同時感染。在美國與世界許多地區裡，在膿瘍中最常見的菌種是抗藥性金黃色葡萄球菌，在發展中國家偶爾也可見到由寄生蟲引起的膿瘍。通常診斷要從外型以及切開後觀察確定，超音波在無法確定診斷時或許有幫助，而更為深處的膿瘍則可能需要以磁共振成像或電腦斷層才能發現（比如說肛門膿瘍、道格拉斯膿腫等）。
皮膚與軟組織膿瘍的標準治療方式是切開引流，抗生素治療對於原先健康的患者而言並沒有幫助。有少量的證據支持在引流後不用紗布填塞留下的空腔。相對於等待其自行癒合，在引流後縫合空腔可能加速癒合且不會增加膿瘍復發的機會。單以針頭進行引流而不進行切開常無法將膿瘍引流乾淨。
近年來皮膚膿瘍是常見的疾病，而且還有更為盛行的趨勢。罹患皮膚膿瘍的風險因子主要是施打靜脈藥物，這個族群的皮膚膿瘍盛行率有65%。2005年美國有三百二十萬人因皮膚膿瘍而至急診就診，而在澳洲，2008年有一萬三千人因皮膚膿瘍而住院治療。

## 形成原因
皮肤在感染过程在脓（死的中性白血球）周围形成的区域。这是一种防御性的组织反应，以防止感染性物质扩散到身体的其他部位。脓肿的最终结构是脓肿壁，或脓肿囊，由毗邻的健康细胞形成，以阻止脓感染周围的组织。

## 腹腔内脓肿
腹腔内脓肿（intra-abdominal abscess，IAA）是腹腔内脓液或感染物质的聚集，通常因腹膜腔内的局限性感染所致。它可以累及任何腹内器官或位于肠袢之间，或游离于腹膜腔内。